# Tarantela Napoletana

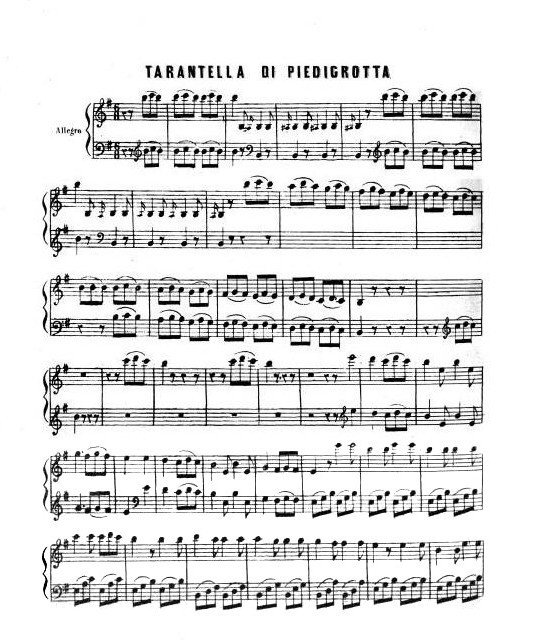
Tarantella di Piedigrotta, compuesta por Luigi Ricci.

La Tarantella Napoletana es una tarantela compuesta por Luigi Ricci en 1852 y asociada a Nápoles. Es familiar para los espectadores occidentales de los medios populares como un riff o melodía musical esencialmente italiana.
La tarantela fue adaptada a la canción de 1950 «Lucky, Lucky, Lucky Me» escrita por Buddy Arnold y Milton Berle, e interpretada por Evelyn Knight y Ray Charles Band.
También fue adaptada como melodía inicial de la canción «Aaja Sanam Madhur Chandni» compuesta por Shankar Jaikishan para la película Chori Chori.
Una adaptación de la tarantela es también una de las canciones disponibles para que el jugador toque en el videojuego Sea of Thieves utilizando los distintos instrumentos musicales del juego.[cita requerida]